# STS-42
إس تي إس-42 (بالإنجليزية: STS-42)‏ الرحلة الخامسة والأربعون ضمن برنامج مكوك الفضاء لوكالة ناسا، والرحلة الرابعة عشر على متن مكوك الفضاء ديسكفري، انطلقت الرحلة في 22 يناير 1992 من مركز كينيدي للفضاء ، وهبطت بتاريخ 30 يناير في قاعدة إدواردز الجوية، بعد ثمانية أيام مكثتها الرحلة في الفضاء، هدف الرحلة دراسة آثار انعدام الجاذبية على مجموعة متنوعة من الكائنات الحية، بلغ عدد الرواد المشاركين في الرحلة سبعة رواد.